# Euzeugapteryx speciosa
Euzeugapteryx speciosa là một loài bướm đêm thuộc phân họ Arctiinae, họ Erebidae.